# Ein Sonnenstrahl ertrinkt im Meer
Albums de Mireille Mathieu
Die Welt ist schön Milord
(2000) Liederträume
(2002)
Ein Sonnenstrahl ertrinkt im Meer est une compilation allemande de la chanteuse française Mireille Mathieu contenant ses succès en Allemagne ainsi que quelques chansons en français.

## Chansons de la compilation

### CD 1
1. Ein Sonnenstrahl ertrinkt im Meer (Jean-Jacques Kravetz/Peter Zentner)
2. Die Kinder vom Montparnasse (Christian Bruhn/Georges Buschor)
3. Nur du (Ralf Soja/Frank Dostal)
4. Ganz Paris ist ein Theater (Christian Bruhn/Georges Buschor)
5. Die weiße Rose (Christian Bruhn/Georges Buschor)
6. Der Pariser Tango (Christian Bruhn/Georges Buschor)
7. Das Wunder aller Wunder ist die Liebe (Christian Bruhn/Georges Buschor)
8. Chicano (Harold Faltermeyer/Michael Kunze)
9. Alle Kinder dieser Erde (Christian Bruhn/Fred Jay)
10. Und der Wind wird ewig singen (Christian Bruhn/Georges Buschor)
11. Meine Welt ist die Musik (Christian Bruhn/Georges Buschor)
12. Niemals ohne dich (Willy Klüter/Bernd Meinunger)
13. Tage wie aus glas (Watson T. Brown/Wolfang Mürmann)
14. Der Zar und das Mädchen (Besser frei wie ein Vogel zu leben) (Christian Bruhn/Georges Buschor)
15. Hans im Glück (Christian Bruhn/Georges Buschor)

### CD 2
1. Keiner war vor dir wie du (Jean-Jacques Kravetz/Pascal Kravetz/Peter Zentner)
2. In meinem Traum (Noam Kaniel/Peter Zentner)
3. Mon père (für meinen Vater) (Christian Bruhn/Georges Buschor)
4. Sie oder ich (Christian Bruhn/Gunther Berhle)
5. Wie soll ich leben ohne dich (Willy Klünter/Bernd Meinunger)
6. Martin (Christian Bruhn/Georges Buschor)
7. An einem Sonntag in Avignon (Christian Bruhn/Georges Buschor)
8. Leg’ dein Herz in meine Hand (Willy Klünter/Bernd Meinunger)
9. Hinter den Kulissen von Paris (Christian Bruhn/Georges Buschor)
10. Akropolis Adieu (Christian Bruhn/Georges Buschor)
11. Schau mich bitte nicht so an (Louiguy/Edith Piaf/Siegel)
12. Aloa-he (Christian Bruhn/Georges Buschor)
13. Zu spät für tränen (Willy Klünter/Bernd Meinunger)
14. Es geht mir gut Chéri (Christian Bruhn/Georges Buschor)
15. Der Clochard (Candy de Rouge/Gunther Mende)

### CD 3
1. L’amour (J.P. Bourtayre/J.L. Dabadie/P. Delanoe)
2. Plaisir d’amour (das Tor zum Paradies) (Giovanni Paolo Martini/Christian Bruhn/Georges Buschor)
3. Der Wein war aus Bordeaux (Christian Bruhn/Kurt Hertha)
4. Dieser letzte Sommertag (Jean-Jacques Kravetz/Pascal Kravetz/Peter Zentner)
5. Wenn es weh tut, ist es Liebe (Christian Bruhn/Michael Kunze)
6. Kinder dieser Welt (R. Gusovius/W. Petri/P.Fischer/R.Hömig)
7. Ich schau’ in deine Augen (Dietrich/Grabowski/Simons)
8. So wie du bist (Christian Bruhn/Bernd Meinunger)
9. Was in Amsterdam geschah (A.Dona/M.Kunze)
10. Mon amour (Hans-Joackim Horn-Bernges)
11. La Paloma Ade (Christian Bruhn/Georges Buschor/Yradier)
12. Nur der Himmel war zeuge (Ralph Siegel/Bernd Meinunger)
13. La vie en rose (Louiguy/Piaf)
14. Für Liebe ist es nie zu spät (Christian Bruhn/Bernd Meinunger)
15. Nimm noch einmal die Gitarre (Christian Bruhn/Michael Kunze)